# Anisodes ustipennis
Anisodes ustipennis är en fjärilsart som beskrevs av W. Warren 1905. Anisodes ustipennis ingår i släktet Anisodes och familjen mätare. Inga underarter finns listade i Catalogue of Life.